# Ayanna Alexander
Ayanna Alexander (ur. 20 lipca 1982) – trynidadzko-tobagijska lekkoatletka specjalizująca się w trójskoku.
W 2007 roku wygrała mistrzostwa NACAC oraz zajęła siódme miejsce podczas igrzysk panamerykańskich. Największym sukcesem zawodniczki w dotychczasowej karierze jest srebrny medal, który zdobyła w 2010 roku na igrzyskach Wspólnoty Narodów. Cztery lata później, na tej samej imprezie, sięgnęła po brąz.
Wielokrotna medalistka mistrzostw kraju.
Rekordy życiowe w trójskoku: hala – 13,99 (20 lutego 2010, Blacksburg); stadion – 14,15 (19 maja 2012, Port-of-Spain). Oba te rezultaty są aktualnymi rekordami Trynidadu i Tobago.

## Osiągnięcia
| Rok  | Impreza                                  | Miejsce        | Lokata            | Wynik  |
| ---- | ---------------------------------------- | -------------- | ----------------- | ------ |
| 2007 | Mistrzostwa NACAC                        | San Salvador   | 1. miejsce        | 13,29w |
| 2007 | Igrzyska panamerykańskie                 | Rio de Janeiro | 7. miejsce        | 13,21  |
| 2010 | Igrzyska Wspólnoty Narodów               | Nowe Delhi     | 2. miejsce        | 13,91  |
| 2011 | Mistrzostwa Ameryki Środkowej i Karaibów | Mayagüez       | 1. miejsce        | 13,50  |
| 2011 | Igrzyska panamerykańskie                 | Guadalajara    | 5. miejsce        | 13,54  |
| 2012 | Igrzyska olimpijskie                     | Londyn         | el. – 14. miejsce | 14,09  |
| 2013 | Mistrzostwa Ameryki Środkowej i Karaibów | Morelia        | 2. miejsce        | 13,17  |
| 2014 | Igrzyska Wspólnoty Narodów               | Glasgow        | 3. miejsce        | 14,01  |
| 2015 | Igrzyska panamerykańskie                 | Toronto        | 8. miejsce        | 13,83  |
| 2016 | Halowe mistrzostwa świata                | Portland       | –                 | NM     |